# 多斑羊舌鲆
多斑羊舌鲆（学名：Arnoglossus polyspilus）为鲆科羊舌鲆属的鱼类，俗名南洋达摩等、南洋羊舌鲽。分布于南达印度尼西亚南侧、北达日本南部以及海南省北部湾到广西、台湾及浙江舟山东海中部海区等，属于热带暖水性底层海鱼。该物种的模式产地在印度尼西亚班德海基岛。